# Selecció de futbol del Gabon
La Selecció de futbol del Gabon és l'equip representatiu del país a les competicions oficials. Està dirigida per la Federació Gabonesa de Futbol (en francès, Fédération Gabonaise de Football), pertanyent a la CAF.
És una selecció amb una discreta presència internacional, ja que només ha participat en la Copa d'Àfrica de Nacions, on ha arribat fins als quarts de final (l'any 1996).

## Competicions internacionals

### Competicions desaparegudes

#### LaCopa UNIFAC
Torneig disputat el 1999 pels països de l'Àfrica central, es premiava amb el Trofeu Oumar Bongo.
- Campions

#### ElCampionat UDEAC
La UDEAC (Union Douanière et Économique de l'Afrique Centrale, antiga forma de l'actual Comunitat Econòmica dels Estats de l'Àfrica Central) va crear aquesta competició entre les seleccions dels països de l'Àfrica central per commemorar el 20è aniversari de la Unió. L'èxit del campionat va mantenir-lo amb vida fins a la seva setena edició (des de 1984 a 1990).
- 2 vegades campions (1985, 1988)
- 1 cop finalistes

### Participacions en la Copa d'Àfrica
- De 1957 a 1970 - No participà
- 1972 - No es classificà
- 1974 - Retirada
- 1976 - No participà
- 1978 - No es classificà
- 1980 - No participà
- 1982 - Retirada
- Des de 1984 a 1992 - No es classificà
- 1994 - 1a ronda
- 1996 - Quarts de final
- 1998 - No es classificà
- 2000 - 1a ronda
- Des de 2002 a 2008 - No es classificà
- 2010 - 1a ronda
- 2012 - Quarts de final (coorganitzadors, juntament amb Guinea Equatorial)
- 2013 - No es classificà
- 2015 - Primera ronda
- 2017 - Primera ronda